# José Luis Gutiérrez García
José Luis Gutiérrez García (Cádiz, 8 de mayo de 1923 - 14 de abril de 2022) fue un periodista español licenciado en Derecho y en Filosofía que fue secretario del Consejo de Redacción del Diario Ya, director de la Biblioteca de Autores Cristianos (BAC) y miembro del Pontificio Consejo para la Familia. Es miembro de la Asociación Católica de Propagandistas (ACdP) y del Patronato de la Fundación Universitaria San Pablo CEU). También «ha dirigido hasta el año 2009, del Instituto de Humanidades CEU Ángel Ayala, titular de la Cátedra Ángel Herrera Oria de Doctrina Social de la Iglesia desde su creación hasta 2005 y titular de la Cátedra Juan Pablo II desde su creación hasta 2008.»

## Biografía
Casado y con once hijos, fue discípulo directo de Ángel Herrera Oria cuyo conocimiento cercano facilitó la publicación de biografías sobre el Padre Ángel Ayala así como de Herrera Oria además de sus obras completas.
Fue secretario de La Editorial Católica y del consejo de redacción del Diario Ya en la década de 1960. Posteriormente fue nombrado director de la Biblioteca de Autores Cristianos (BAC) desde 1975 hasta 1989.
El 28 de enero de 2021 fue nombrado doctor honoris causa por la Universidad CEU San Pablo.
Falleció el 14 de abril de 2022 a los 98 años.

## Obras
Entre las numerosas publicaciones y libros cabe destacar los relacionados con la figura del cardenal Ángel Herrera Oria:
- Ángel Herrera Oria, maestro de espíritu. ISBN 978-84-92456-00-0. OCLC 874168650. Consultado el 28 de enero de 2021.
- Ángel Herrera Oria: biografía interior. ISBN 978-84-96860-98-8. OCLC 874168389. Consultado el 28 de enero de 2021.
- Estudios sobre Ángel Hererra Oria. CEU Ediciones. 2009. ISBN 978-84-96860-99-5. OCLC 645712133. Consultado el 28 de enero de 2021.

Por otro lado, como protagonista y conocedor de primera mano ha escrito otras obras de interés histórico como:
- Apuntes para una historia de la Biblioteca de Autores Cristianos. CEU Ediciones. imp. 2014. ISBN 978-84-15949-42-8. OCLC 881220156. Consultado el 28 de enero de 2021.
- Capítulos de la memoria histórica de la Asociación. CEU Ediciones. 2020. ISBN 978-84-17385-64-4. OCLC 1190655534. Consultado el 28 de enero de 2021.
- I. Ángel Herrera Oria. Primer Período (1908-1923). Historia de la Asociación Católica de Propagandistas 1. ISBN 978-84-92456-64-2. OCLC 682146453. Consultado el 28 de enero de 2021.
- I. Ángel Herrera Oria. Segundo Período (1923-1935). Historia de la Asociación Católica de Propagandistas. ISBN 978-84-92456-64-2. OCLC 682146453. Consultado el 28 de enero de 2021.